# والتر هاربر نورث
والتر هاربر نورث (بالإنجليزية: Walter Harper North)‏ هو قاضي أمريكي، ولد في 1 نوفمبر 1871، وتوفي في 23 يوليو 1952.